# Одностатеві стосунки
Одностатеві відносини (також відомі як одностатеві стосунки або одностатеве життя) — це форма міжособистих взаємовідносин, в якій участь беруть особи однакової статі. Це широкий термін, що може охоплювати різноманітні аспекти життя, від дружби і соціальних контактів до інтимних та романтичних відносин.

## Характеристики одностатевих відносин
- Спільність статі: У випадку одностатевих відносин учасники належать до однієї і тієї ж статі, будь то чоловіки або жінки.
- Різноманітність взаємодій: Одностатеві відносини можуть виявлятися у формі дружби, співпраці, колегіальних зв'язків, а також у відносинах, які мають елементи романтики та інтимності.
- Культурні особливості: Одностатеві відносини можуть мати різні культурні контексти, які впливають на їх прийняття та сприйняття у суспільстві.

## Співпраця та підтримка
Одностатеві відносини часто стають основою для взаємопідтримки та співпраці в різних сферах життя, включаючи освіту, кар'єру та особистий розвиток. Друзі однієї статі можуть створювати міцні зв'язки, які допомагають їм подолати труднощі та досягати спільних цілей.

## Розвиток культурного розуміння
Одностатеві відносини також можуть сприяти розвитку культурного розуміння та толерантності. Вони дозволяють людям пізнавати та оцінювати різноманітність інших людей, їх думок та переконань.

## Важливість рівноправності та поваги
У будь-яких взаємодіях, включаючи одностатеві відносини, важливо дотримуватися принципів рівноправності та поваги до особистої свободи та прав інших людей. Це сприяє створенню здорового та взаємоповажного середовища для всіх учасників.
Одностатеві відносини є складною та важливою частиною соціальної динаміки сучасного суспільства, яка відображає різноманітність людських взаємодій та відносин.

## Обмеження одностатевих відносин у світі
У деяких країнах одностатеві відносини можуть бути обмежені або навіть повністю заборонені з різних причин, які часто включають в себе релігійні, культурні, політичні або соціальні мотиви. Ось кілька прикладів країн, де існують обмеження на одностатеві відносини:
- Країни з релігійними обмеженнями: У багатьох країнах, де домінують консервативні релігійні установи, одностатеві відносини можуть бути заборонені. Наприклад, в країнах з ісламським правом, таких як Саудівська Аравія та Іран, одностатеві відносини є проти закону згідно з шаріатом.
- Країни з політичними обмеженнями: В деяких авторитарних або тоталітарних режимах одностатеві відносини можуть бути заборонені з метою збереження контролю держави над особистими свободами громадян. Наприклад, у Росії та деяких країнах Середньої Азії існують закони, які обмежують одностатеві відносини через їх неприпустимість з точки зору «традиційних» цінностей.
- Країни з соціальними обмеженнями: У деяких країнах, де гомосексуальність або одностатеві відносини стигматизовані, законодавство може бути спрямоване на обмеження цих відносин. Наприклад, деякі країни в Африці мають закони, що карають одностатеві стосунки, в результаті чого гей- та лесбійська спільноти потрапляють під грозу преследувань.
- Країни з антигей-законодавством: У деяких країнах існують закони, спрямовані на заборону пропаганди гомосексуальності та захисту «традиційних» сімейних цінностей. Ці закони можуть включати заборону одностатевих відносин та обмеження на розповсюдження інформації про них. Наприклад, в Росії діє так званий «закон про пропаганду нетрадиційних сексуальних відносин», який обмежує вільне вираження гомосексуальної та трансгендерної ідентичності.

Ці обмеження можуть мати серйозні наслідки для прав людини та особистої свободи, і їх введення зазвичай є предметом дискусій та критики з боку міжнародних правозахисних організацій та громадських активістів.